# Leander (Teksas)
Leander je grad u američkoj saveznoj državi Teksas. Prema popisu stanovništva iz 2010. u njemu je živjelo 26.521 stanovnika.